# Alfa Romeo C43
Chronologie des modèles (2023)
Alfa Romeo C42 Kick Sauber C44
L'Alfa Romeo C43 est la monoplace de Formule 1 conçue par l'écurie suisse Sauber et engagée sous la dénomination Alfa Romeo F1 Team Stake dans le cadre de la saison 2023 du championnat du monde de Formule 1. Elle est pilotée par le Chinois Zhou Guanyu et le Finlandais Valtteri Bottas.

## Présentation
La monoplace est présentée le 7 février 2023 ; Alfa Romeo est la première écurie à montrer l'aperçu d'une monoplace de la réglementation 2023, les constructeurs précédents n'ayant procédé qu'au dévoilement de leurs livrées. 
Les premiers tours de piste de la C43 se déroulent le 10 février 2023 sur le Circuit de Barcelone avec Valtteri Bottas.
Les performances de la monoplaces sont en retrait par rapport à l'année précédente. Pour autant, les pilotes entrent à sept reprises dans les points, la meilleure performance étant obtenue lors du Grand Prix du Bahreïn et au Grand Prix du Qatar avec une huitième place de Valtteri Bottas. Alfa Romeo termine neuvième du championnat, avec 16 points.

## Résultats en championnat du monde de Formule 1
| Saison | Écurie                   | Moteur                                    | Pneus   | Pilotes         | Courses | Courses | Courses | Courses | Courses | Courses | Courses | Courses | Courses | Courses | Courses | Courses | Courses | Courses | Courses | Courses | Courses | Courses | Courses | Courses | Courses | Courses | Points inscrits | Classement |
| Saison | Écurie                   | Moteur                                    | Pneus   | Pilotes         | 1       | 2       | 3       | 4       | 5       | 6       | 7       | 8       | 9       | 10      | 11      | 12      | 13      | 14      | 15      | 16      | 17      | 18      | 19      | 20      | 21      | 22      | Points inscrits | Classement |
| ------ | ------------------------ | ----------------------------------------- | ------- | --------------- | ------- | ------- | ------- | ------- | ------- | ------- | ------- | ------- | ------- | ------- | ------- | ------- | ------- | ------- | ------- | ------- | ------- | ------- | ------- | ------- | ------- | ------- | --------------- | ---------- |
| 2023   | Alfa Romeo F1 Team Stake | Ferrari V6 turbo hybride Tipo 066/10 1.6L | Pirelli |                 | BAH     | SAU     | AUS     | AZE     | MIA     | MON     | ESP     | CAN     | AUT     | GBR     | HON     | BEL     | P-B     | ITA     | SIN     | JAP     | QAT     | USA     | MEX     | SAO     | LAS     | ABU     | 16              | 9e         |
| 2023   | Alfa Romeo F1 Team Stake | Ferrari V6 turbo hybride Tipo 066/10 1.6L | Pirelli | Valtteri Bottas | 8e      | 18e     | 11e     | 18e     | 13e     | 11e     | 19e     | 10e     | 15e     | 12e     | 12e     | 12e     | 14e     | 10e     | Abd.    | Abd.    | 8e      | 12e     | 14e     | Abd.    | 17e     | 19e     | 16              | 9e         |
| 2023   | Alfa Romeo F1 Team Stake | Ferrari V6 turbo hybride Tipo 066/10 1.6L | Pirelli | Zhou Guanyu     | 16e     | 13e     | 9e      | Abd.    | 16e     | 13e     | 9e      | 16e     | 12e     | 15e     | 16e     | 13e     | Abd.    | 14e     | 12e     | 13e     | 9e      | 13e     | 15e     | Abd.    | 15e     | 17e     | 16              | 9e         |

Légende : ici 
- *Le pilote n'a pas terminé la course mais est classé pour avoir parcouru 90% de la distance.